# 盧謙 (明朝)
盧謙（1561年—1635年），字尊生，一字吉甫，號芳菱，南直隶庐州府庐江县人，軍籍，明朝政治人物。

## 生平
万历三十一年（1603年）癸卯科应天乡试第九十九名舉人，三十二年（1604年）甲辰科进士，礼部觀政，授永豐令，時大仙、馬騣等陂傾廢，謙按故跡壘石為隄，引溪水以備旱涸，民食其利。三十八年考选，四十年擢河南道御史，巡按畿辅，境内肃然。四十三年丁憂歸。四十六年補原职，差巡山东屯政，剔除宿弊，以廉介闻。四十八年七月督学順天，稱得士。天启元年（1621年），以病告歸，三年起升江西右参政，以魏忠贤柄政，告病归，御史倪文焕疏薦，不赴。崇禎八年，张献忠破庐江，不屈被杀。赠光禄寺卿。

## 家族
曾祖盧定。祖父盧宗貴，理問。父盧東。嫡母朱氏，生母伍氏。慈侍下。兄盧炬（监生）、盧熙（监生）、弟盧𤇍（监生）。娶王氏。

## 延伸阅读
[在维基数据编辑]
 《明史卷二百九十二》，出自《明史》

| 官衔          | 官衔                                 | 官衔          |
| ------------- | ------------------------------------ | ------------- |
| 前任： 林尚義 | 明朝永丰县知县 萬曆三十二年-三十四年 | 繼任： 吴光龙 |